# Diazona
Diazona is een geslacht uit de familie Diazonidae en de orde Phlebobranchia uit de klasse der zakpijpen (Ascidiacea).

## Soorten
- Diazona angulata Monniot F. & Monniot C., 1996
- Diazona carnosa Monniot F. & Monniot C., 1996
- Diazona chinensis (Tokioka, 1955)
- Diazona formosa Monniot F. & Monniot C., 1996
- Diazona fungia Monniot F. & Monniot C., 2001
- Diazona geayi Caullery, 1914
- Diazona grandis (Oka, 1926)
- Diazona labyrinthea Monniot F. & Monniot C., 1996
- Diazona pedunculata Monniot F. & Monniot C., 2001
- Diazona tenera Monniot F. & Monniot C., 1996
- Diazona textura Monniot C., 1987
- Diazona violacea Savigny, 1816

Niet geaccepteerde soorten:
- Diazona gigantea (Sluiter, 1919) → Stomozoa gigantea (Van Name, 1921)
- Diazona hebridica (Forbes, 1853) → Diazona violacea Savigny, 1816
- Diazona picta Verrill, 1900 → Clavelina picta (Verrill, 1900)